# Tritoniopsis dodii
Tritoniopsis dodii là một loài thực vật có hoa trong họ Diên vĩ. Loài này được (G.J.Lewis) G.J.Lewis miêu tả khoa học đầu tiên năm 1959.